# Szekszárd-Bátai-főcsatorna
A Szekszárd-Bátai-főcsatorna a Sárköz egyik legfontosabb vízlevezetője. Az árvízvédelmi töltések által lefolyástalan területté vált mintegy 400 km2-es térség vizét a részben természetes medrek felhasználásával épült csatorna biztosítja. 

## Nyomvonala
A vízfolyás Tolna vármegyében, Szekszárdtól keletre ered Józsefpuszta határában. A patak forrásától kezdve déli és délkeleti irányban halad Bátáig, ahol beletorkollik a Lajvér-patak. A meder részben mesterséges, ám az eredeti Báta és a Sárvíz egykori medrét is felhasználták a vonalvezetéséhez. A csatorna és a Lankóci-Kis-Duna-csatorna közt a sárpilisi tűsgát biztosította az összeköttetést, hogy a két szivattyútelep esetlegesen tehermentesíthesse egymást. A csatorna általában gravitációs úton is képes összegyűjteni és levezetni a vizet, ám a Duna magasabb vízállása esetén a bátai szivattyútelep segítségével emelik át azt az árvízvédelmi töltésen.
A főcsatornába torkollik a Lajvér-patak, az Acsád-csatorna és a Paptava-csatorna Bátánál, a Lanka-Náznói-csatorna Alsónyéknél, a Dár-foki-összekötőcsatorna Sárpilisnél, a Szekszárdi-Séd Decsnél, valamint az Ebes-Szombatta-csatorna és a Baksatói árok Őcsénynél.

## Vízrendezés
A Szekszárd-Bátai-főcsatorna vízgazdálkodási szempontból az Alsó-Duna jobb part Vízgyűjtő-tervezési alegység működési területéhez tartozik. 2010 és 2014 között jelentős rekonstrukciós munkák zajlottak egy európai uniós pályázat keretében, a költségek mintegy 600 millió forintot tettek ki. A bátai zsilip szintjét mintegy 1,6 méterrel lejjebb süllyesztették, ezzel a meder lejtése megháromszorozódott mintegy 10 cm/km-re. A medret is mélyítették a szükséges mintegy 15km-es szakaszon, valamint a csatorna teljes hosszában kikotorták és kiirtották a lefolyást teljesen akadályozó sűrű növényzetet. Az elavult sárpilisi tűsgát modernizálására is sor került, az átalakítás miatt az objektum hivatalos neve sárpilisi osztómű lett.

## Part menti települések
- Szekszárd
- Őcsény
- Decs
- Sárpilis
- Alsónyék
- Báta